# Deep Space Homer
«Deep Space Homer», llamado «Homer en el espacio exterior» en España y «Homero en el espacio profundo» en Hispanoamérica, es un episodio perteneciente a la quinta temporada de la serie animada Los Simpson, el cual se estrenó originalmente el 24 de febrero de 1994. El episodio fue dirigido por Carlos Baeza y es el único de la serie cuyo guion lo escribió David Mirkin, quien era también el productor ejecutivo del programa en ese entonces. En el episodio, Homer se convierte en un astronauta, y causa problemas al dañar los sistemas de navegación de su nave. Buzz Aldrin y James Taylor fueron las estrellas invitadas, como sí mismos. El episodio contiene, además, numerosas referencias a películas, principalmente a The Right Stuff y 2001: A Space Odyssey.

## Sinopsis
Todo comienza cuando en la Planta Nuclear de Springfield es tiempo de entregar el premio de «Obrero de la Semana», el cual había sido ganado por todos los trabajadores excepto por Homer. Como una regla decía que todos debían ganar al menos una vez, Homer está convencido de que esta vez será él; sin embargo, el Sr. Burns le otorga el premio a una inanimada barra de carbono.
Homer, desanimado, llega a su casa y se pone a ver televisión, en donde están transmitiendo el lanzamiento de un cohete al espacio. Como parecía ser aburrido, cambia de canal. Mientras tanto, en la NASA se dan cuenta de que los niveles de audiencia son muy bajos, por lo que deciden enviar al espacio exterior a un hombre común, para así atraer al público medio. En ese momento, Homer llama a la NASA para quejarse de sus aburridos lanzamientos espaciales, lo que hace que los científicos piensen que él es el hombre indicado para ir al espacio. 
Sin embargo, cuando los investigadores de la NASA llegan a la taberna de Moe a preguntar por «el hombre que había telefoneado», Homer, asustado, dice que había sido Barney. Cuando los científicos le preguntan a Barney si quiere ir al espacio, Homer se da cuenta de los propósitos de la NASA y confiesa que había sido él quien se había quejado. Los científicos deciden finalmente llevarse a ambos para ver quién está más capacitado para emprender el viaje. 
La NASA lleva a Homer y a Barney a Cabo Cañaveral para comenzar su entrenamiento como astronautas. Luego de hacerlos competir uno contra otro, descubren que Barney tiene más habilidades en comparación con Homer, lo que le suma ventajas para ser elegido. Sin embargo, cuando se hallan celebrando, Barney bebe un poco de champán y recupera su adicción, pese a que este no tenía alcohol. Por este percance, Homer gana la competencia y es seleccionado para viajar al espacio junto con Buzz Aldrin y Race Banyon. Sin embargo, antes de despegar, siente miedo y se acobarda ante la idea de salir de la Tierra, pero luego de una charla con Marge, su esposa, adquiere coraje e ingresa al cohete espacial. 
En la nave, una vez que están en el espacio, Homer abre una bolsa de papas fritas que, al no haber gravedad, quedan flotando por toda la nave. Luego, comienza a comerlas, pero en un momento pierde el control y golpea su cabeza contra una pecera repleta de hormigas, las cuales quedan libres y flotando por el aire. Estas se introducen en el sistema de navegación, causando cortocircuitos. James Taylor, que estaba en Cabo Cañaveral, les transmite por radio a los astronautas que podían abrir la compuerta (luego de sujetarse bien) para que las papas fritas y las hormigas salieran hacia el espacio. Los astronautas lo hacen, pero Homer accidentalmente se corre de su asiento y sale volando por la compuerta. Buzz logra reincorporarlo a la nave, pero Homer daña la manija de la puerta en un intento por salvarse, lo que hace que esta no pueda cerrarse. Buzz, enfadado, comienza a pelear con Homer, quien toma una barra de carbón que inesperadamente integra a la puerta, logrando cerrarla. Con la barra oficiando de manija, los astronautas vuelven a su planeta. 
Aunque Buzz Aldrin declara que Homer era el «héroe», la prensa aclama a la inanimada barra de carbón como la «verdadera salvadora». La barra aparece en las revistas y en los periódicos, lo que hace que Homer se decepcione porque no había obtenido el reconocimiento que buscaba. Sin embargo, la familia lo honra por sus logros.

## Producción

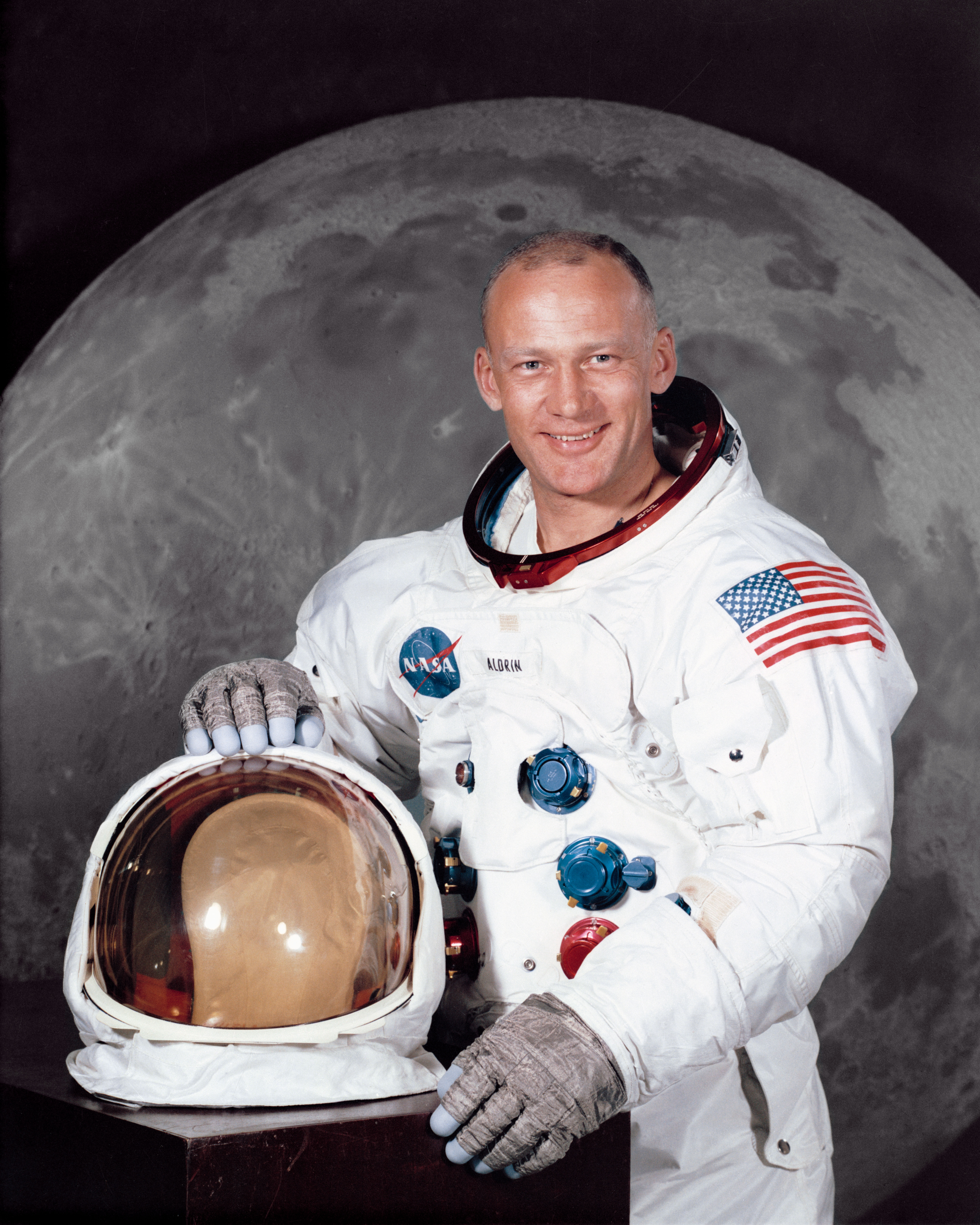
Buzz Aldrin, estrella invitada para el episodio.

Deep Space Homer fue escrito por el entonces productor ejecutivo del programa, David Mirkin, y es el único episodio que ha redactado para la serie. Mirkin trabajó en la idea del capítulo durante mucho tiempo, basando la historia en un proyecto de la NASA de enviar a gente normal al espacio, para atraer así la atención del público. Hubo controversia entre los escritores de la serie cuando el episodio aún estaba siendo producido. Algunos escritores pensaron que la idea de enviar a Homer al espacio era demasiado "exagerada". Matt Groening dijo que la idea era tan grande que los escritores "no sabían qué hacer con ella". Como resultado, muchas partes del episodio fueron modificadas para mejorarlo y hacerlo más realista; por ejemplo, muchos gags simples, incluyendo el hecho de que todos en la NASA eran igual de estúpidos que Homer. Los escritores decidieron focalizar el argumento del episodio en la relación entre Homer y su familia y en sus intentos por ser un héroe.
Buzz Aldrin, el segundo hombre en pisar la Luna, y James Taylor fueron las estrellas invitadas, personificándose a sí mismos. Algunos escritores tuvieron dudas en incluir la frase de Aldrin "el segundo viene después del primero", pensando que sería un insulto al propio astronauta. Por ello, fue escrita una línea alternativa: "el primero en tomar una muestra del suelo", pero Aldrin no tuvo problemas en decir la línea original. Una versión de la canción «You've got a friend», de James Taylor, fue grabada específicamente para el episodio, alterando la letra. La sección de grabación original de Taylor está incluida en los extras de la versión en DVD de la quinta temporada.
A pesar de que el episodio fue dirigido por Carlos Baeza, la secuencia de cuando Homer abre el paquete de frituras fue dirigida por David Silverman. Para la secuencia se utilizó animación por computadora, para hacer la rotación de las frituras lo más sutil posible.

## Recepción

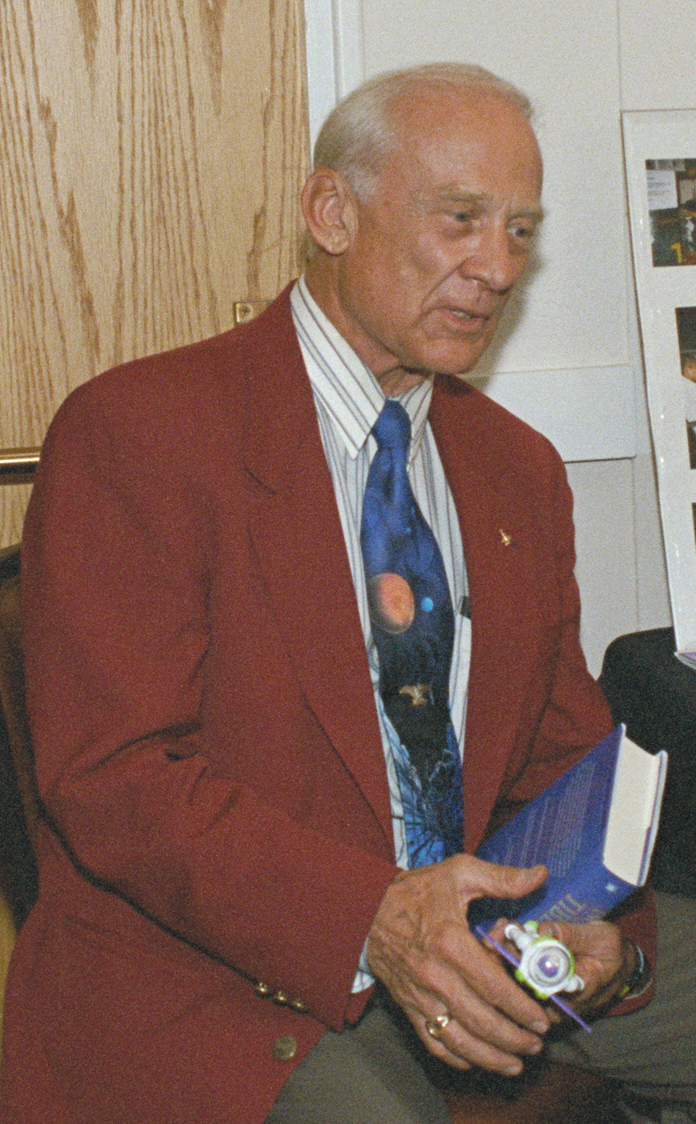
Imagen de Buzz Aldrin en 1996.